# Krueng Seumiden
Krueng Seumiden is een bestuurslaag in het regentschap Pidie van de provincie Atjeh, Indonesië. Krueng Seumiden telt 84 inwoners (volkstelling 2010).